# Spam

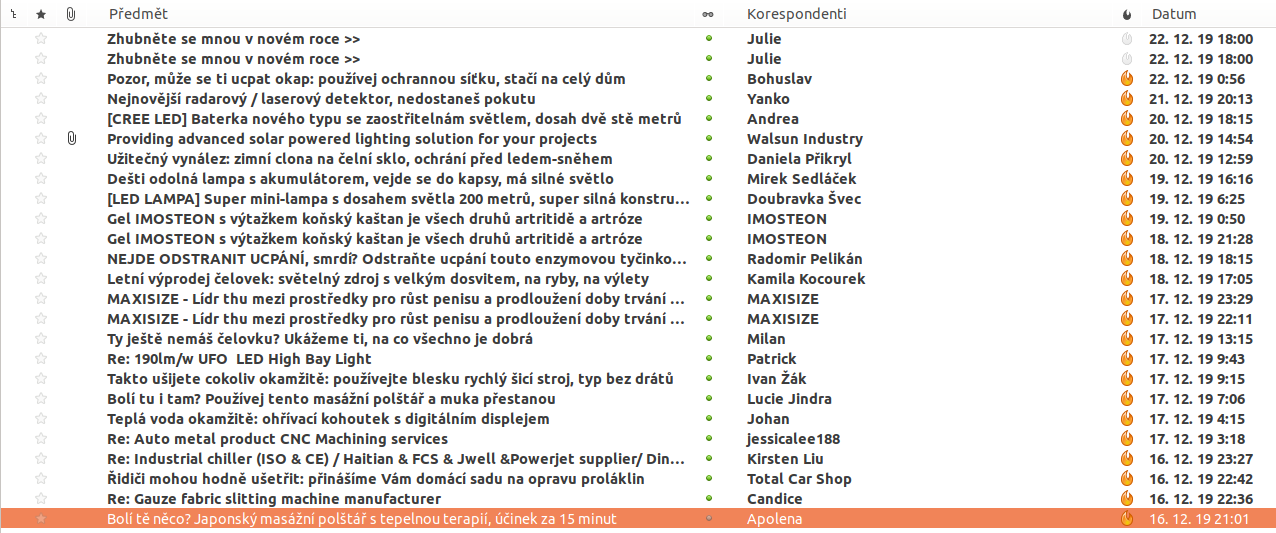
Příklady emailových spamů v emailovém klientu

Spam je nevyžádané sdělení masově šířené internetem. Původně se používalo především pro nevyžádané reklamní e-maily, postupem času tento fenomén postihl i ostatní druhy internetové komunikace – např. diskuzní fóra, komentáře, instant messaging nebo vyskakovací oznámení. Používá se též zkratka UBE/UCE (Unsolicited Bulk/Commercial Email). Spam je automatizovaně rozpoznáván a odstraňován (např. do složky spam), ale není jednoduché ho odlišit od korektních obchodních nabídek, o které má uživatel zájem (tzv. ham, v překladu šunka).

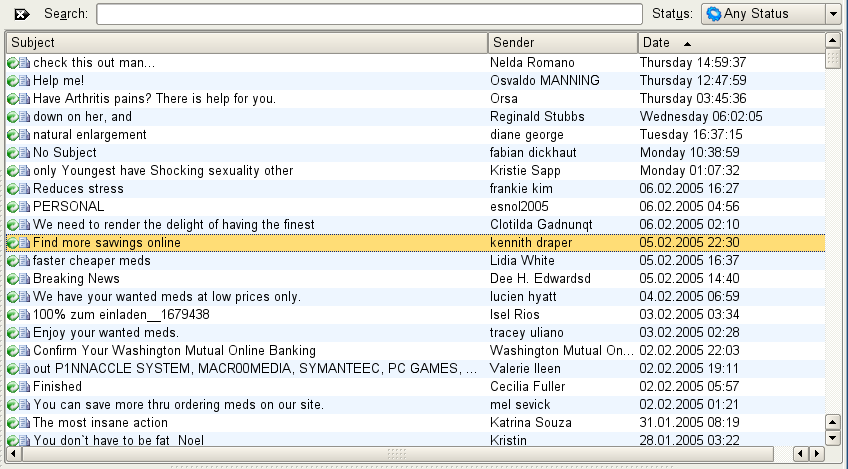
Příklady spamu v e-mailovém klientu

## Původ (etymologie) termínu

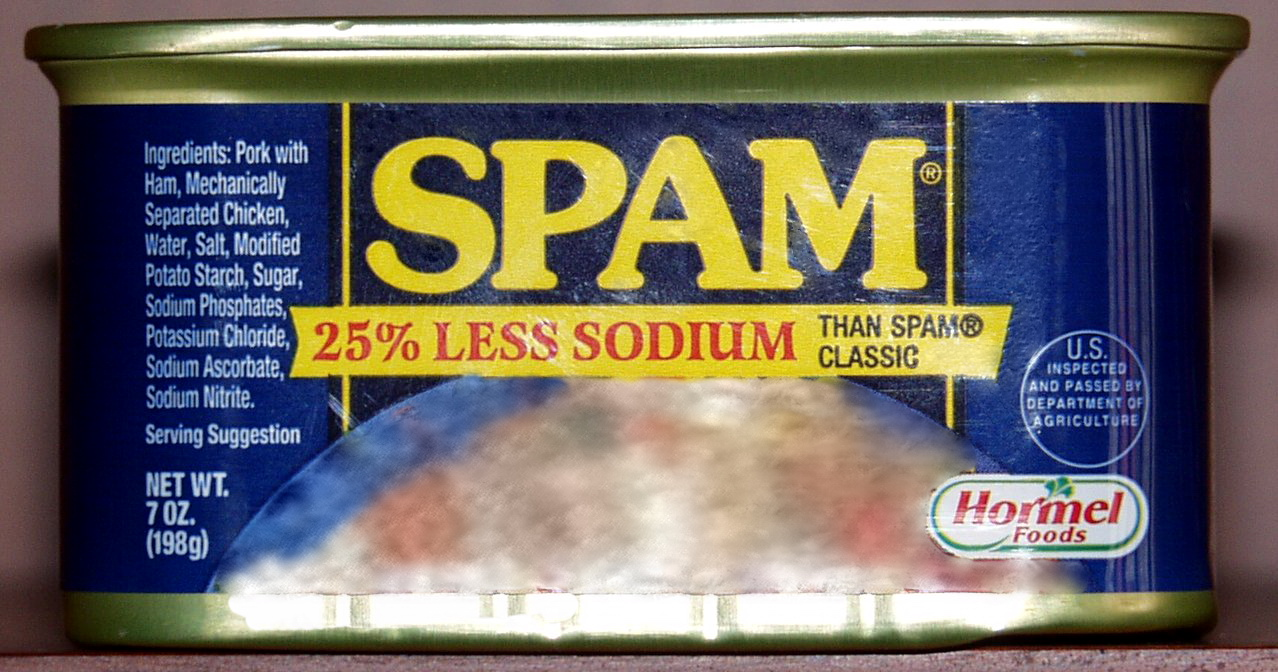
konzerva SPAM

Název pochází ze značky amerických konzerv lančmítu. Slovo vzniklo jako zkratka ze slov spiced ham – okořeněná šunka a tyto konzervy se vyrábí od 30. let 20. století dodnes. V současnosti ale výrobce trvá na psaní velkým písmem – SPAM. V období 2. světové války byla hojně rozšířená a ve Velké Británii stále méně oblíbená.
Proto se spam objevuje v závěrečném skeči 25. dílu televizního seriálu Monty Pythonův létající cirkus, kde všechny položky jídelního lístku v restauraci obsahují spam, i mnohokrát opakovaně, a spory zákazníků s číšnicí o objednávky přerušuje skupina Vikingů zpívajících „Spam, spam, spam…“.
Označení tak bylo přijato nejprve pro praktiku mnohonásobného rozesílání téže zprávy na Usenetu, ale pak se význam posunul pro zneužívání skupin k šíření různých nepřípadných textů a přímo reklamy a zachoval se i poté, co se těžiště takových aktivit přesunulo do e-mailu. Po příchodu nových komunikačních kanálů se spam přenesl i do nich (vyskakovací reklama ve webových prohlížečích, instant messaging, vyskakovací oznámení v mobilních zařízeních).

## Historie spamu

### Historie spamu (zahraničí)
Spam existuje déle nežli internet. První zmínka o spamu pochází z 19. století. V tomto období povolila telegrafická firma Western Union zasílání zpráv do více destinací. V roce 1864 byl zaznamenán první hromadě odeslaný nežádoucí telegram. To mělo za následek, že až do období velké hospodářské krize byli bohatí obyvatelé Severní Ameriky zahlcováni nejasnými investičními nabídkami. V Evropě tento problém neexistoval v takovém měřítku jako v Americe, jelikož telegrafii zde regulovaly národní poštovní kanceláře.
Internet byl původně armádní projekt a nikdo nepředpokládal, že bude určen k vydělávání peněz. Zřejmě první internetový spam napsal zaměstnanec Digital Equipment Corporation. Byl zaslán 1. května 1978 na adresy tehdejší sítě ARPANET a obsahoval informace o prezentaci produktů této společnosti. Jelikož neměly tyto spam maily úspěch a vzbudily negativní reakci, tak se od tohoto marketingové formy odstoupilo. Dalším spamem byla zpráva podepsaná jistým Davem Rhodesem a rozeslaná do diskusních skupin sítě USENET. Předmětem této zprávy bylo MAKE.MONEY.FAST!! (vydělávej rychle peníze).
Roku 1993 se muž jménem Richard Depew rozhodl představit svoji novou představu o fungování USENETu. Tato idea nebyla na první pohled špatná. Navrhoval přidat moderátorům konferencí možnost stanovit pravidla a zrušit příspěvky, které je poruší. Koncem března si Richard hrál se svým programem nazvaným ARMM, jehož úkolem bylo spravovat diskuse podle jím navrženého způsobu. Došlo k nehodě a jeho software zahltil diskusní skupinu news.admin.policy více než 200 příspěvky. Samotný Richard Depew se za své počínání omluvil s tím, že se skutečně jednalo o nehodu.
Jedním z dalších spamů byla zpráva zaslaná 18. ledna 1994 s předmětem Global Alert For All: Jesus is Coming Soon (Upozornění pro všechny: Ježíš brzy přijde). Jednalo se o nábožensky laděný text, který ukazoval souvislosti mezi zemětřesením v Los Angeles v Kalifornii, záplavami v Evropě, válkou v Jugoslávii a dalšími katastrofami.
Skutečně masivním spamem byly nevyžádané zprávy Green Card Lottery, kterou poprvé zaslal 5. března 1994 manželský pár právníků Laurence Canter a Martha Siegel. Zprávu rozeslali krátce po zrušení neoficiálního zákazu komerčních sdělení na tehdejším Internetu společností NSF (Národní vědecká nadace), což podle některých ukončilo počátky celosvětové sítě, kdy bylo možné vynucovat Netiketu. Zpráva zahltila 6 000 diskusních skupin a odvolávali se přitom na svobodu projevu. V jejich stopách později kráčel další spammer Michael Wolff, který pomocí nevyžádaných zpráv nabízel svoji knihu o internetovém chatu. Každý výskyt spamu doprovázely mohutné diskuse o etice chování na Internetu (tzv. Netiketa).
Spam se s masivním rozvojem internetu stal opět zajímavou marketingovou technikou. Jednalo se o takzvané kobercové nálety, kdy bylo doručováno velké množství nevyžádané pošty. Okolo roku 2000 spam tvořil přes 90 % elektronické pošty. V této době navíc nefungoval efektivní filtr nevyžádané pošty, takže se uživatelé museli tímto obsahem prokousávat a výrazně to snižovalo přehlednost emailové schránky.

### Historie spamu (Česko), příklady

#### Tvujdum.cz
Zřejmě největší negativní reakci uživatelů vyvolal v roce 2003 hromadný spam společnosti Media Online, s. r. o. Firma provozující server o bydlení Tvujdum.cz v něm oznamovala novinky a seznamovala čtenáře se svým webem. Spam obsahoval přílohu ve formátu HTML, což snížilo reklamní dopad celé akce. Uživatele také pobouřila výmluva uvedená v textu e-mailu:
Tento e-mail je Vám zasílán na základě pečlivého výběru a globální rešerše uživatelů, kteří své webové stránky věnují tematice bydlení, stavebnictví. Předem se omlouváme za nevyžádaný e-mail.
Ředitel společnosti se původně pokoušel masivní spamování obhajovat: „Dovoluji si Vás ujistit, že v žádném případě nešlo o masové rozesílání spamů, jak některé servery uvádějí, neboť množství připravených e-mailů bylo vůči českému internetu zanedbatelné.“ Později vydala společnost tiskovou zprávu, v níž se omluvila všem uživatelům. Výkonný ředitel společnosti navíc přislíbil finanční dar v hodnotě 50 000 Kč nadaci Člověk v tísni.
Přesto se uživatelé českého internetu semkli v boji proti spamu a podle serveru Lupa.cz zaslalo 30 lidí stížnost na společnost Media Online. Některé stížnosti adresované živnostenskému odboru Magistrátu hlavního města Prahy byly podepsány jen přezdívkou. Úřad nakonec udělil spamující firmě pokutu ve výši několika desítek tisíc korun.

#### Aleš Slabý
Jedním z dalších prvních českých rozesilatelů nevyžádaných zpráv byl student a podnikatel Aleš Slabý. Veřejnost poprvé masivně oslovil s nevyžádanou nabídkou na klonování SIM karet. Reklamu na svůj produkt také zřejmě vkládal do diskusí na známých českých serverech. Nebyl rozhodně prvním ani posledním spammerem, který opakovaně porušoval tehdejší Zákon o regulaci reklamy, nikdy mu to však nebylo prokázáno. Spam podle svého tvrzení v rozhovoru z roku 2004 na Živě.cz už nerozesílá a věnuje se jiné oblasti obchodu a vlastní několik velkých společností.

## Zákony proti spamu

### Nynější zákony
Od 7. září 2004 začal platit nový Zákon o některých službách informační společnosti (č. 480/2004 Sb.), který problematiku spamu upravuje a vyžaduje prokazatelný souhlas příjemce zprávy. Dohledem nad dodržováním zákona byl pověřen Úřad pro ochranu osobních údajů. Tento zákon byl postupně novelizován, a to v letech 2005, 2006, 2007 a naposledy v roce 2011.
Zákon byl vytvořen podle směrnice Evropského společenství č. 2000/31/ES. Spam definuje jako nevyžádané obchodní sdělení, což jsou všechny formy sdělení určeného k přímé či nepřímé podpoře zboží či služeb nebo image podniku fyzické či právnické osoby. Za obchodní sdělení je dle dané definice nutné považovat např. i přání k Vánocům, narozeninám či svátku zasílané pomocí SMS nebo e-mailu současným, bývalým či potencionálním zákazníkům (takováto přání totiž nepřímo podporují zboží, služby a image odesílatele). Zákon řeší nejen internetový spam, ale také jiné formy elektronické komunikace (SMS, telemarketing).
Podle zákona se za obchodní sdělení nepovažují údaje umožňující přímý přístup k informacím o činnosti fyzické či právnické osoby nebo podniku, zejména doménové jméno nebo adresa elektronické pošty; za obchodní sdělení se dále nepovažují údaje týkající se zboží, služeb nebo image fyzické či právnické osoby nebo podniku, získané uživatelem nezávisle.
Obchodní sdělení může prodejce zaslat, když:
a) je adresátem jeho zákazník, i) který zasílání podobných sdělení v minulosti neodmítl, ii) sdělení týká obdobného zboží či služeb,
b) adresát obchodníkovi poskytl informovaný souhlas.

#### Informovaný souhlas
Informovaný souhlas prodejce nemůže získat zasláním e-mailu obsahujícího jeho základní informace. Tento způsob informování byl sice zákonem vyňat z definice obchodního sdělení, ale podle současné legislativy neobsahuje taková zpráva dostatek informací. Informovaný souhlas k zasílání obchodního sdělení lze ale například získat pomocí formuláře na webových stránkách prodejce.
Cílem tohoto odstavce bylo přenesení nákladů za rozesílání spamu na odesílatele. Spam podle zákona není například e-mail ve tvaru „Podívejte se na www.obchodni-nabidka.cz“ a dále politická či náboženská sdělení. Někteří čeští publicisté proto tvrdí, že nový zákon legalizoval spam a vyčítají ministerstvu přílišnou benevolenci.
Dozorem nad dodržováním zákona byl pověřen Úřad pro ochranu osobních údajů. Důvodem pověření jsou vyšší pravomoci úřadu.

### Spam a Evropská unie
Členství České republiky v EU přineslo v boji proti spamu výhodu. Nově je možné postihnout odesílatele obchodního sdělení v případě, že firma či subjekt sídlí v některé ze zemí EU. Většina spamu však přichází z jiných částí světa a vymáhání práva je proto složitější a prakticky nemožné.

### Dřívější zákony proti spamu
Česká republika neměla dlouho žádný zvláštní zákon, který by výrazně omezoval zasílání nevyžádaných reklamních e-mailových zpráv. Opravdu palčivé případy proto řešili úředníci živnostenských úřadů podle Zákona o regulaci reklamy (sb. 138/2002, částka 57/2002, datum 15. 4. 2002). Podle § 2, bod e) se zakazovalo šíření nevyžádané reklamy, pokud vede k výdajům adresáta nebo pokud adresáta obtěžuje. Úřad mohl potrestat porušení zákona udělením pokuty až do výše dvou milionů korun.
Dalším problémem byly omezené pravomoci pověřených úřadů. Pokud byl odesílatel anebo příjemce spamu připojen prostřednictvím mobilního operátora, nemohl úřad zahájit správní řízení. Ve svém dopise úřad trpělivě vysvětloval důvody, proč nemůže vyšetřit porušení zákona: „Vzhledem k tomu, že živnostenské úřady nejsou osobou oprávněnou k získání předmětu, který tvoří telekomunikační tajemství, nelze nám požadované údaje sdělit. Na podkladě uvedených skutečností Vám však nyní musíme sdělit, že danou věc není možno řešit ve správním řízení, jelikož se v současné situaci nedal zjistit přesně a úplně skutečný stav věci.“[zdroj?]

Úřad také postupoval nejednotně. Například v kauze Dimar, s. r. o., doložil postupně stěžovatel veškeré další podklady.[zdroj?] Úřad si pouze vyžádal stanovisko jednatele společnosti a uzavřel celou záležitost, aniž by zahájil správní řízení. Když se poškozený znovu domáhal zahájení správního řízení a poukazoval na porušení zákona, úředníci mu ve své odpovědi vysvětlili, že je výhradně na jejich posouzení, jestli bude případ udělena pokuta a firma potrestána za porušení zákona. Později byl stěžovatel informován, že se čeká na vyjádření soudního znalce, které úřad dosud neobdržel.[zdroj?]
Problém byl později částečně vyřešen přijetím zákona o některých službách informační společnosti (č. 480/2004).

## Obrana před spamem

### Ochrana emailových adres na straně uživatele
E-mailové adresy do spamových databází jsou získávány mj. pomocí robotů, kteří procházejí webové stránky a sbírají e-mailové adresy na nich uvedené. Roboty se zpravidla nezatěžují hlubší analýzou zdrojového kódu a sbírají vše, co vypadá jako e-mailová adresa – tedy posloupnost písmen, číslic, pomlček a teček, která obsahuje zavináč. Proto se doporučuje vyhnout psaní e-mailové adresy přímo na webovou stránku a raději ji opsat nějakým, pro člověka srozumitelným, způsobem – např. jmeno (zavinac) domena.cz.
Doporučuje se vždy dobře zvážit, zda je vhodné či nutné určitému subjektu svůj e-mail svěřit (týká se především webových stránek, různých registrací, upozorňování). I v případě seriozních subjektů nelze nikdy vyloučit únik informací a zneužití třetí stranou. Pro různé registrace, zasílání informací atd. se doporučuje mít specializovaný e-mail (s případným přeposíláním).
E-mailové adresy pro databáze pro rozesílání spamu mohou být získávány také pomocí virů, je proto důležité znát základní pravidla pro chování na internetu a mít počítač proti virům dobře zabezpečený.
Na adresy, z nichž je spam poslán, by se nemělo žádným způsobem reagovat a neklikat na žádný z odkazů v e-mailu obsažených, neboť tím je spamerovi pouze potvrzeno, že elektronická adresa je funkční a schránku někdo vybírá. Adresa, z níž je spam poslán, často není pravá a často se mění; může jít i o zfalšovanou adresu jiného člověka, jenž s rozesláním e-mailu nemá nic společného.
Spamovací robot však mailové adresy může získat rovněž sledováním odpovědí vzdálených SMTP serverů. Provádějí na vzdálený poštovní server tzv. slovníkový útok, kdy se pokouší doručit e-mail na adresy složené z obvyklých jmen a příjmení, oblíbených názvů a přezdívek (svoboda, novak, standik atd.). Tyto adresy jsou proto ve větším ohrožení, jako protiopatření se doporučuje např. rozšíření adresy o další znaky (xsvoboda).
U tzv. hoaxu (řetězového dopisu obsahujícího často žádost o pomoc a další rozeslání) je vhodné odesílatele upozornit na omyl a e-mail dále nerozesílat (pokud je v e-mailu obsažena žádost o hromadné rozeslání současně s žádostí o pomoc nebo o podporu někoho, nebo něčeho, jde většinou o podvod, nebo hloupý vtip).

### Opatření omezující rozesílání spamu
Většina spamu je rozesílána distribuovaně z počítačů napadených počítačovým virem nebo červem. Vir nebo červ často na počítači otevírá tzv. zadní vrátka (backdoor), která umožňují útočníkovi počítač dálkově ovládat a zneužít jej mj. pro rozesílání spamu. Rozesílací robot i databáze adres může být na napadený počítač zaslána ad hoc, rozesílání nemusí probíhat neustále.
Obranou proti distribuovanému rozesílání je klasická antivirová ochrana. Pro správce sítě je důležité, aby uměl napadený počítač lokalizovat a izolovat.
Další možnost jak ztížit rozesílání spamu je neprovozovat SMTP server jako tzv. open relay. SMTP server, který funguje jako open relay, převezme k dopravě jakýkoli dopis bez ohledu na odesílatele i adresáta. Open relay usnadňuje rozesílání spamu tím, že umožňuje přijmout dopis (spam) odkudkoli a dopravit jej kamkoli, často je jeden dopis adresován na stovky cílových adres. Tím jednak snižuje zátěž na straně spammerova rozesílacího robota, jednak se průchodem přes open relay zamaskuje IP adresa, odkud dopis přišel, což silně ztěžuje filtraci spamu na straně cílového SMTP serveru.
SMTP server by měl být konfigurován tak, aby nepřebíral k dopravě dopisy, které přicházejí z vnějšku domény (domén) a nemají adresáta uvnitř domény, kterou server pokládá za „vlastní“. Příklad: SMTP server pro doménu firma.cz propustí pouze dopisy, které v doméně firma.cz začínají nebo končí.

### Spamové pasti
Firmy zabývající se počítačovou bezpečností vytvářejí falešné emailové adresy, které zobrazují na místech, kde je může najít jen robot při prohledávání stránek, ale ne lidská obsluha. Spammeři pak na takové adresy posílají spam, čímž se odhalí. Ve spamovou past se promění i opuštěné mailové schránky u některých poskytovatelů mailových služeb.

### Filtrace podle způsobu dopravy

#### Blacklisting
Blacklisting rozhoduje, zda dopis je nebo není spam, podle adresy odesílatele (která může být zfalšována), nebo lépe podle IP adresy, ze které dopis přišel na cílový SMTP server. Blacklisty obsahující IP adresy, ze kterých bylo zaznamenáno rozesílání spamu, bývají zveřejňovány nejčastěji pomocí systému DNS. Výskyt adresy v blacklistu může mít za následek buď přímé odmítnutí (nepřevzetí) dopisu ještě během SMTP relace, nebo může být informace z blacklistu použita jako dodatečná informace při následné filtraci podle obsahu.
Whitelisting
Whitelisting definuje výjimky, odkud e-maily přijímáme bez omezení (funguje tedy obráceně než blacklisting)

#### Greylisting
Greylisting rozhoduje také podle IP adresy a emailové adresy odesílatele a adresáta, ale dělá to dynamicky. SMTP server, který provozuje greylisting, udržuje databázi, kde pro trojici (IP adresa, odesílatel, příjemce) je uvedeno, zda dopis s těmito atributy má být převzat k dopravě, nebo zda jeho převzetí má být dočasně odmítnuto. První dopis je odmítnut a je zaznamenán čas, kdy k tomu došlo. Po určitou dobu (typicky několik desítek minut) pak jsou dopisy s týmiž atributy odmítány. Po uplynutí této doby, pokud se původní SMTP server stále pokouší o odeslání dopisu, je záznam v databázi potvrzen a dopisy jsou naopak přijímány a dopravovány bez zdržení. Po další době (typicky několik málo týdnů) je záznam z databáze odstraněn, takže příští dopis bude opět pozdržen. K odstranění záznamu z databáze dojde také v případě, že v příslušném intervalu, kdy byly dopisy odmítány, se nepokusí původní SMTP server o znovudoručení.
Tato metoda využívá faktu, že protokol SMTP rozlišuje chyby trvalé, jejichž číselný kód začíná číslicí 5, a chyby dočasné s kódem začínajícím číslicí 4. V případě dočasné chyby má odesílající SMTP server dopis uložit do fronty a pokusy o odeslání opakovat (typicky po několika málo desítkách minut). Robot rozesílající spam však často chyby neošetřuje a snaží se všechny dopisy rozeslat co nejrychleji, neboť je možné, že před případným dalším (nebo novým) pokusem o rozeslání, již bude spamerova IP adresa zveřejněna v některém blacklistu. Proto k druhému pokusu již nedojde.
Greylisting se zpravidla používá jako předstupeň před filtrováním podle obsahu a výrazně zvyšuje jeho účinnost. Nevýhodou greylistingu je občasné zdržení dopisu a možnost, že dopisy mohou dojít v jiném pořadí než byly odeslány. Další nevýhodou je, že některé odesílající SMTP servery jsou chybné a neimplementují frontu dopisů k odeslání.

### Filtrace podle obsahu dopisu
Automatické rozpoznávání nemůže z principu fungovat dokonale, protože názor, zda konkrétní dopis je spam je individuální. Přesto filtrování podle obsahu dává použitelné výsledky a hojně se používá. Existují dvě základní metody, některé antispamové programy (např. SpamAssassin) je kombinují.

#### Filtry založené na pravidlech
Filtry založené na pravidlech vyhledávají v dopisech rysy, které jsou pro spam typické. Jde jednak o některá slova (např. viagra) a slovní spojení, jednak jsou vyhledávány chyby pro spam typické. Příkladem je třeba datum odeslání v budoucnosti, nedovolené znaky v hlavičce, chybně označený MIME-typ zprávy apod. Za každý rozpoznaný rys je dopisu přiděleno bodové ohodnocení, body se zpravidla sečítají a pokud součet přesáhne hranici, je dopis pokládán za spam. Rozpoznávané rysy jsou definovány pomocí pravidel, která je třeba pravidelně aktualizovat a přizpůsobovat praktikám spammerů. K vytváření a údržbě souboru pravidel je třeba mít znalosti, není to práce pro běžného uživatele, laika.

#### Filtry založené na učení (bayesovské)
Filtry založené na učení (často nazývané bayesovské) využívají znalosti z oblasti umělé inteligence. V režimu učení se filtru předkládají dopisy explicitně označené jako spam a ham (ne spam), filtr z předložených dopisů extrahuje informace, které si ukládá do databáze. Nejčastěji je dopis rozkládán na slova (popř. jiné úseky textu) a pro jednotlivá slova se statisticky zjišťuje pravděpodobnost, že dopis, který toto slovo obsahuje, je spam. V režimu rozpoznávání pak filtr využívá nashromážděné informace a testovanému dopisu přiřadí pravděpodobnost, že je to spam. Nejčastěji se pro výpočet pravděpodobnosti používá vzorec, který navrhl matematik Bayes. Velkou výhodou je, že filtr může učit i uživatel – laik. Učící se filtry jsou nejúčinnější, učí-li je přímo sami koncoví uživatelé podle svého individuálního názoru, co je spam a co ne. Přesto se bayesovské filtry používají i na serverech, kde učení probíhá pro všechny uživatele serveru společně.
Bayesovský filtr je součástí např. poštovního klienta Mozilla Thunderbird. Příkladem čistě bayesovského filtru pro server je bogofilter.

### Ochrana na straně příjemce
Příjemce se může pokusit ověřit, zda přijímaný e-mail byl odeslán z důvěryhodného zdroje pomocí metod SPF (Sender Policy Framework), DKIM (DomainKeys Identified Mail) a dalších, z nichž však žádná neposkytuje úplné a konečné řešení problémů s příjmem spamu.

## Spam v různých médiích

### Spam v emailech
Emailový spam spočívá v odesílání velkého množství nevyžádaných emailových zpráv, které často obsahují komerční obsah. Problém emailového spamu se začal objevovat v devadesátých letech, kdy se Internet stal dostupným pro širokou veřejnost. Během dalších let objem spamu v emailech exponenciálně narostl, dnes tvoří přibližně 80–85 % všech odesílaných emailů na světě. Tlak, aby se emailový spam stal nezákonným, byl úspěšný jen v některých zemích, takže spammeři často provozují svou činnost v zemích, kde jim nehrozí problémy se zákonem.
Dnes jsou k rozesílání spamů stále častěji využívány tzv. botnety, což jsou sítě tvořené z viry nebo červy infikovaných osobních počítačů (tzv. zombie) po celém světě. Mnoho moderních červů instaluje do počítače zadní vrátka, která spammerovi umožní přístup k napadenému počítači a použít jej k nekalým účelům, např. k rozesílání spamu. To komplikuje jakékoliv pokusy o kontrolu šíření spamu, jelikož v mnoha případech spam nepochází přímo od spammera, ale z nakaženého počítače.

### Instant messaging
Většina Instant messaging (IM) systémů nabízí adresář uživatelů, včetně informací jako je např. věk nebo pohlaví. Inzerenti mohou tyto informace shromažďovat a uživatelům tak zasílat nežádoucí zprávy obsahující zejména reklamy.

### Diskusní fóra
Diskusní spam spočívá ve vytváření zpráv s vloženou reklamou, či jiným nevhodným příspěvkem, na volně dostupných diskusních fórech. Slouží k tomu automatické spamovací roboty (tzv. Spamboty).

### Online hry
Mnoho online her umožňuje hráčům vzájemný kontakt přes soukromé zprávy nebo speciální místnosti pro to určené. Jako spam pak můžeme označit opakovaného rozesílání stejné zprávy, rozesílání bezvýznamných, či reklamních zpráv nebo zprávy porušující podmínky poskytování služeb (Terms of service) dané hry. Takový spam je běžný v MMORPG hrách, kde se spammeři snaží vydělat reálné peníze např. za prodej herních předmětů nebo uživatelských účtů.

### Spam cílený na vyhledávací systémy
Tento spam spočívá v modifikaci kódu HTML stránek za účelem lepšího umístění ve vyhledávacích seznamech. Moderní vyhledávací roboty jsou však schopny identifikovat např. opakovaná klíčová slova jako účelový spam a dané stránky pak penalizovat.
Více informací na anglické wikipedii: Spamdexing.

### Spam mířený na stránky sdílející videa
Videa sdílející stránky, jako je YouTube, jsou často vyhledávány spamery. Nejběžnější metodou útoku je šíření odkazů na pornografické nebo seznamovací stránky v prostorech pro komentáře k náhodnému videu nebo profilu. Další častou metodou je užívání robotů k šíření zpráv náhodným uživatelským profilům. Tento spam pak obsahuje odkazy spolu s lákavým textem a obrázky, které mají většinou sexuální charakter. Tyto stránky mohou obsahovat svoje vlastní nebo uživatelská videa. Hlavním cílem těchto profilů je nalákat lidi na odkaz na domovské stránce v jejich profilech. YouTube zakázal umísťování těchto odkazů. Kromě toho implementoval CAPTCHA systém, který značně ztěžuje rychlé umísťování těchto opakovaných příspěvků více než kdy předtím. Tento systém byl zaveden kvůli masovým spamerům, kteří zahltili uživatelské profily tisícovkami opakovaných zpráv.
Nyní je však aktuální jiný druh video spamu. Nově uploadované video dostane název a popis podle známé osobnosti nebo události, které je třeba věnovat pozornost. Obsah videa však nemá nic společného s vlastním názvem. Rickroll, občas urážlivý odkaz na propagovanou stránku. Ostatní mohou uploadovat videa v rámci reklamy na jejich produkt, s herci a zaplacenými referencemi, ačkoliv propagovaný produkt nebo služba má pochybnou kvalitu a pravděpodobně by neprošla podrobným přezkoumáním oddělení norem a postupů určité televizní stanice nebo kabelové sítě.

## Ve světě zločinu
Spam může být využit k šíření počítačových virů, trojských koní a jiných zákeřných softwarů. Cílem může být krádež identity, nebo hůře (finanční podvody). Některý spam se pokouší zneužít lidské chamtivosti a jiný se snaží obelstít lidi, kteří nemají dostatek zkušeností s počítačovou technologií. 31. května 2007 byl zatčen jeden ze světově nejproduktivnějších spamerů Robert Alan Soloway. Popisován jako jeden z 10 největších spamerů na světě byl obviněn ze 35 trestných činů. Mezi nimi byly poštovní podvody, telefonní podvody, e-mailové podvody, krádeže totožnosti a praní peněz. žalobce prohlásil, že Soloway během roku 2003 použil miliony „zombie“ počítačů k rozšíření spamu. „Toto je první případ, ve kterém američtí žalobci použili zákony o krádeži identity k odsouzení spamera za převzetí jména domény patřící jinému majiteli.“
V pokusu o zhodnocení potenciálně legálních a technických strategií k zastavení nelegálního spamu vznikla studie univerzit the University of California, San Diego, and the University of California, Berkeley s názvem “Click Trajectories: End-to-End Analysis of the Spam Value Chain”. Studie katalogizovala po tři měsíce data ze spamu a zkoumala jména webových stránek a hostingových infrastruktur.
studie prokázala, že:
- Polovina spamovacích programů má svoje domény a servery rozmístěné jen na 8 nebo méně procentech hostingových společností nebo autonomních systémů. Celkově 80 procent spamovacích programů využívá služby 20 procent hostingových společností nebo autonomních systémů.
- Ze 76 nákupů, o kterých získali výzkumníci transakční informace, bylo pouze 13 různých bank vystupujících jako nabyvatelé platební karty a pouze 3 banky poskytovaly platební servis pro 95 % spamově nabízeného zboží ve studii.
- „Finanční blacklist“ (finanční černá listina) bankovních subjektů, které obchodují se spamery chtěl dramaticky snížit vydělávání na nevyžádané elektronické poště. Navíc by měl být tento „blacklist“ aktualizován častěji než spameři získají bankovní prostředky. Asymetrie nakloněná snaze zabránit anti-spamu.

## Zajímavosti
Pro opak spamu, tj. poštu, která je zaslána konkrétní osobou se specifickým jednorázovým účelem a adresát ji považuje za žádoucí, se řidčeji používá termín ham (anglicky šunka).